# Willard Metcalf
Willard Leroy Metcalf (ur. 1 lipca 1858 w Lowell, zm. 9 marca 1925 w Nowym Jorku) – amerykański malarz impresjonista, ilustrator i nauczyciel.

## Życiorys
Studiował w Massachusetts Normal Art School, następnie w School of the Museum of Fine Arts w Bostonie i w Académie Julian w Paryżu. Po powrocie do Ameryki osiadł w Nowym Jorku, pracował jako nauczyciel m.in. w Womans Art School, Cooper Union i Art Students League. Był jednym z dziesięciu założycieli Ten American Painters. W 1893 roku został członkiem American Water Colour Society. Malował głównie pejzaże i sceny rodzajowe.
Pasją artysty było zbieranie ptasich jaj, gniazd i motyli. Zachowała się bogata kolekcja przechowywana w Florence Griswold Musem w Old Lyme (Connecticut) zawierająca jaja kilkuset gatunków ptaków, kilkadziesiąt gniazd i dużą kolekcję motyli.

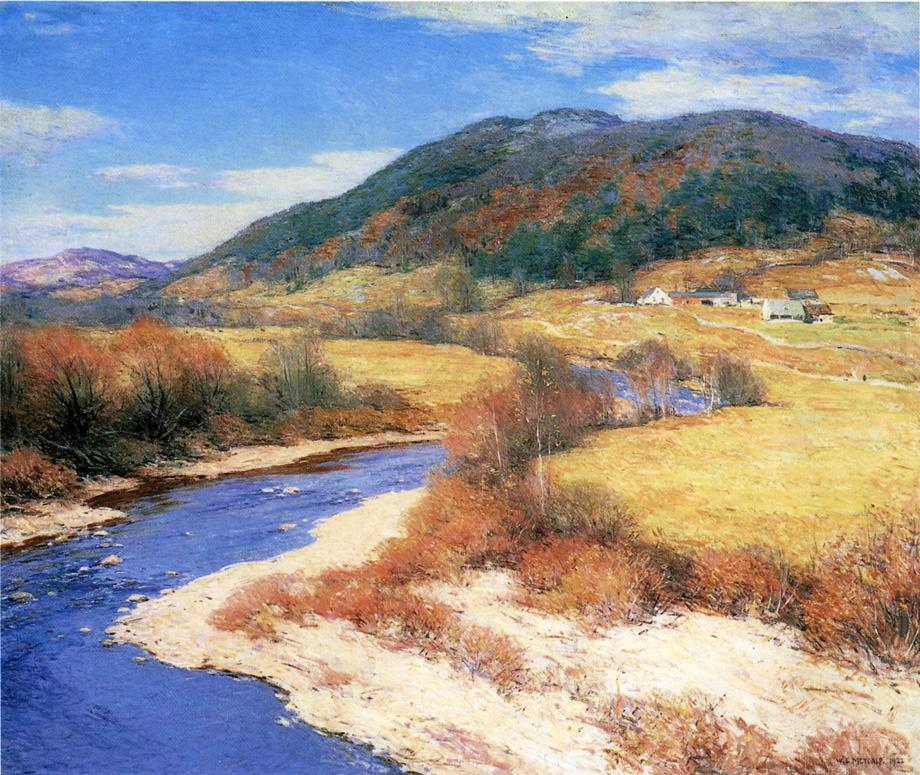
Indian Summer, Vermont, Rok ?
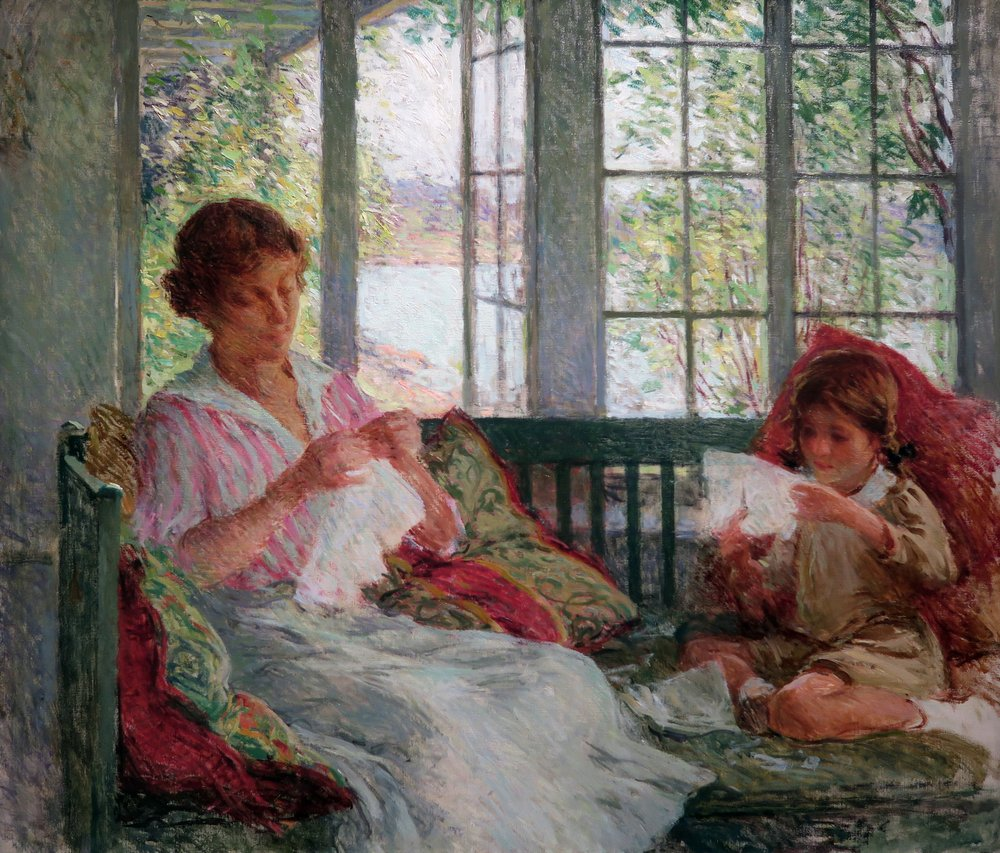
My Wife and Daughter, 1917-1918
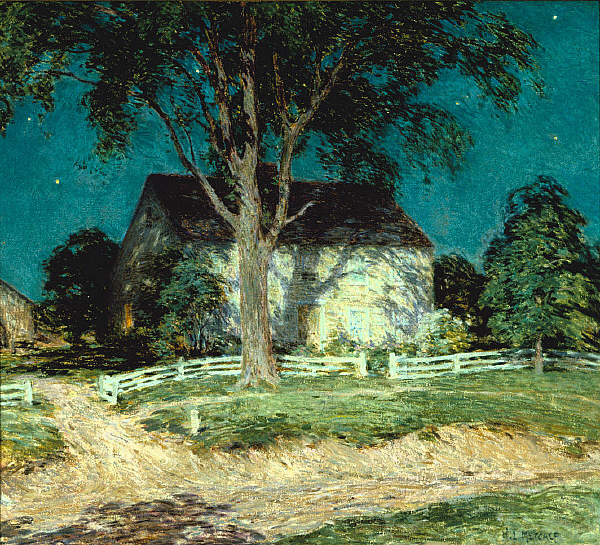
Old Homestead Connecticut, 1914